# Харченко, Екатерина Владимировна
Екатери́на Влади́мировна Харченко (род. 11 августа 1977, Курск, Курская область, РСФСР, СССР) — российский общественный и политический деятель, член партии Единая Россия, вице-губернатор Курской области (2019—2020), ректор Курской сельскохозяйственной академии (2020—2021), депутат Государственной думы VIII созыва с 2021 года.

## Биография
Екатерина Харченко родилась в 1977 году в Курске. В 1999 году окончила Курский государственный технический университет (ныне Юго-Западный государственный университет) по специальностям «менеджмент» и «менеджер», начала работать в нём на кафедре экономики и менеджмента. Занимала должности ассистента, старшего преподавателя, доцента, профессора. В 2010—2016 годах была деканом факультета экономики и менеджмента. В сентябре 2012 года защитила докторскую диссертацию на тему «Концепция управления региональным хозяйственным комплексом: структурно-динамический подход». Позднее сообществом «Диссернет» в этой работе были выявлены масштабные некорректные заимствования. В июне 2021 года диссовет ЦЭМИ РАН рекомендовал лишить Харченко степени доктора экономических наук. Ожидалось, что экспертный совет ВАК рассмотрит заявление о лишении Е. В. Харченко ученой степени в октябре 2021 года, однако решение вопроса было отложено на неопределенный срок. В 2015 году Харченко окончила магистратуру по специальности «журналистика».
В ноябре 2016 года Харченко стала председателем комитета образования и науки в составе правительства Курской области, в январе 2019 года — заместителем губернатора по внутренней политике. 16 сентября того же года, после выборов губернатора, она заявила об отставке.  Одна из победителей конкурса «Лидеры России. Политика» (2020). В 2020—2021 годах Харченко была проректором по развитию, а потом и ректором Курской государственной сельскохозяйственной академии.
19 сентября 2021 году на выборах в Государственную думу Харченко была избрана депутатом по одномандатному избирательному округу № 109 от партии «Единая Россия» с 33,03 % голосов. В парламенте она стала заместителем председателя комитета по науке и высшему образованию.
Из-за поддержки российской агрессии и нарушения территориальной целостности Украины во время российско-украинской войны Харченко находится под персональными санкциями 27 стран ЕС, Великобритании, США, Канады, Швейцарии, Австралии, Японии, Украины, Новой Зеландии.
Харченко является соавтором учебных пособий для студентов высших учебных заведений «Государственное регулирование национальной экономики», «Система государственного и муниципального управления» и др.